# Малмыжский уезд
Малмы́жский уе́зд — административно-территориальная единица в составе Вятского наместничества и Вятской губернии, существовавшая в 1780—1929 годах. Уездный город — Малмыж.

## Географическое положение
Уезд располагался на юге Вятской губернии и граничил с Казанской губернией. Площадь уезда составляла в 1897 году 14 064,5 верст² (16 006 км²), в 1926 году — 9 304 км².

## История
Уезд образован в 1780 году в составе Вятского наместничества (с 1796 года — Вятской губернии).
- До 1552 года — территория Арской даруги Казанского ханства
- 1552—1708 годы — территория Арской даруги Казанского уезда
- 1708—1719 годы — территория Арской даруги Казанской губернии
- 1719—1775 годы — территория Арской даруги Казанской провинции Казанской губернии
- 1775—1780 годы — территория Арской даруги Казанской губернии
- 1780 — образован Малмыжский уезд (округ) в составе Вятского наместничества
- 1780—1796 годы — в составе Вятского наместничества
- 1796 год — город Малмыж обозначен как заштатный, а территорию Малмыжского уезда приписали к Уржумскому уезду Вятской губернии

В 1797—1816 г.г. Малмыжский уезд не существовал, а вся его территория входила в Елабужский уезд (округ) Вятской губернии
В 1816 году Малмыжский уезд был восстановлен.
1 января 1918 года из Арборской волости в Кильмезскую было передано селение Урма.
1 мая 1918 года была образована Токашурская (в её состав вошли селения Большая Шабанка и Орловка Большешабановской волости, Гари Вихаревской волости, Верхняя Муркозь-Омга, Вотский Зятловай, Квачи, Кузнецовский, Новая Казанка, Новое Четвериково, Новый Токашур, Пантюхино, Русский Зятловай, Старая Казанка, Старое Четвериково и Токашур Волипельгинской волости) волость.
27 мая 1920 года в состав Арского кантона Татарской АССР вошли Арборская, Кошкинская, Сардыкбажская, Цыпьинская, Шудинская, Янгуловская волости. 
5 января 1921 года в состав Ижевского уезда вновь образованной Вотской автономной области были переданы Вавожская, Водзимоновская, Копкинская, Новомултанская, Селтинская, Сям-Можгинская, Уватуклинская, Узинская, Халдинская, Христорождественская и Чеканская волости, а в состав Можгинского уезда вновь образованной Вотской автономной области — Больше-Учинская волость.
9 января 1928 года в состав Малмыжского уезда вошла Шурминская волость (Актыгашевский, Васькинский, Гремитский, Деяновский, Лазаревский, Максинерский, Решетниковский, Большеройский, Сосновский, Верхнешурминский и Большешурминский с/с) упразднённого Уржумского уезда. 
14 января 1929 года Вятская губерния была упразднена и Малмыжский уезд был включён в состав Нижегородской области.
10 июня 1929 года Малмыжский уезд был упразднён. При этом Гибданский, Лыштанский, Русско-Косинский и Старо-Казанский сельсоветы Волипельгинской волости, Бызовский, Высокогорский, Вятско-Полянский, Ершовский, Кулыгский, Нижне-Тойминский, Нижне-Шунский, Ново-Бурецкий, Пинигерский, Покровский, Слудский, Сосмакский, Сосновский, Средне-Тойминский, Сушинский, Усадский, Чекашевский и Шемакский сельсоветы Вятско-Полянской волости, Безменшурский и Собакинский сельсоветы Малмыжской волости, все сельсоветы Старо-Трыкской (Асинерский, Гремячевский, Гучин-Бодьинский, Кибьинский, Кизнерский, Стаоркопнинский, Кузнерский, Лакатыжминский, Старомултанский, Нышинский, Старотыжминский, Синярский, Чульинский и Староягульский с/с) волости были переданы в Вятскополянский район Нолинского округа Нижегородской области, Брызгаловский сельсовет Волипельгинской волости, Азиковский, Больше-Бурашевский, Больше-Дубровский, Больше-Жирновский, Больше-Кильмезский, Больше-Кабачевский, Больше-Порекский, Вихаревский, Воронский, Дамаскинский, Дорошатский, Карманкинский, Кокуевский, Комиссарский, Мелеклесский, Мало-Бежбалдинский, Масловский, Моторский, Наумовский, Паскинский, Раменский, Рудниковский, Рыбно-Ватажский, Сальинский, Селенский, Токашурский, Чарпинский и Яшкинский сельсоветы Кильмезской волости — в Кильмезский район Нолинского округа Нижегородский области, город Малмыж, Преображенский сельсовет Вятско-Полянской волости, Больше-Шабанский, Гоньбинский, Дерюшевский, Илемасский, Ирюкский, Каксинвайский, Калининский, Китякский, Константиновский, Мало-Сатнурский, Медово-Ключинский, Мелетский, Ново-Смаильский, Пахатно-Ильинский, Подосинский, Савальский, Старо-Бурецкий, Старо-Буртекский, Старо-Кокуйский, Старо-Куборский, Старо-Омгинский, Черемисско-Малмыжский и Ямайкинский сельсоветы Малмыжской волости, Захватаевский, Нижне-Порекский, Рожкинский, Рус-Верх-Гоньбинский, Старо-Тушкинский, Тат-Верх-Гоньбинский и Шишенерский сельсоветы Рожкинской волости — в Малмыжский район Нолинского округа Нижегородской области, Байбековский сельсовет Кильмезской волости — в Немский район Нолинского округа Нижегородской области, Аджимовский, Большекондаковский, Дубровский, Исаевский, Кинерский, Кулызинский, Ральниковский и Талоключинский сельсоветы Рожкинской волости и все сельсоветы Шурминской (Актыгашевский, Васькинский, Гремитский, Деяновский, Лазаревский, Максинерский, Решетниковский, Большеройский, Сосновский, Верхнешурминский и Большешурминский с/с) волости — в Шурминский район Нолинского округа Нижегородской области, Сюмскинская волость (Ахметовский, Блаж-Юсский, Балминский, Васькинский, Вылынгуртский, Грызуновский, Гуринский, Гурклудский, Зонский, Лекшурский, Маркеловский, Муки-Каксинский, Силинский, Старогайнинский, Сюмсинский и Шмыковский с/с) — в Можгинский уезд Вотской автономной области Нижегородской области, Волипельгинский, Карсинский, Мальканский, Ново-Жуинский, Ожгинский и Тыловал-Пельгинский сельсоветы Волипельгинской волости — в Вавожскую волость Можгинского уезда Вотской автономной области Нижегородской области.

## Демография
По данным переписи 1897 года в уезде проживало 280 427 чел. В том числе русские — 53,8 %, удмурты — 23,8 %, татары — 18,6 %, марийцы — 3,7 %. В Малмыже проживало 3 165 чел.
По итогам всесоюзной переписи населения 1926 года население уезда составило 192 042 человек, из них городское (город Малмыж) — 5 664 человек.

## Административное деление
В 1891 году в состав уезда входило 26 волостей:
| № п/п | Волость                   | Волостное правление   | Число селений | Население |
| ----- | ------------------------- | --------------------- | ------------- | --------- |
| 1     | Арборская волость         | д. Арбор              | 30            | 12 269    |
| 2     | Больше-Порекская волость  | д. Ар-Порек           | 46            | 8806      |
| 3     | Больше-Учинская волость   | с. Большая Уча        | 43            | 10 203    |
| 4     | Больше-Шабанская волость  | д. Безменшур          | 18            | 4279      |
| 5     | Вавожская волость         | с. Вавож              | 40            | 8750      |
| 6     | Вихаревская волость       | д. Вихарево           | 50            | 9630      |
| 7     | Волипельгинская волость   | с. Волипельга         | 66            | 14 598    |
| 8     | Кильмезская волость       | с. Кильмезь           | 26            | 6701      |
| 9     | Кирчим-Копкинская волость | с. Котло-Копки        | 46            | 6421      |
| 10    | Кошкинская волость        | с. Кошкино            | 11            | 8828      |
| 11    | Малмыжская волость        | с. Черемисский Малмыж | 20            | 6898      |
| 12    | Малорожкинская волость    | с. Рожки              | 46            | 14 189    |
| 13    | Мериновская волость       | с. Слудка             | 189           | 15 545    |
| 14    | Мултанская волость        | с. Мултан             | 56            | 7221      |
| 15    | Нижне-Четаевская волость  | д. Азелино            | 11            | 8790      |
| 16    | Рыбноватажская волость    | д. Рыбная Ватага      | 18            | 3015      |
| 17    | Савальская волость        | с. Гоньба             | 5             | 2260      |
| 18    | Сардыкбажская волость     | с. Большой Китяк      | 23            | 6321      |
| 19    | Селтинская волость        | с. Селты              | 40            | 6731      |
| 20    | Старо-Бурецкая волость    | с. Старый Бурец       | 2             | 1788      |
| 21    | Старо-Трыкская волость    | д. Старый Трык        | 42            | 12 036    |
| 22    | Сюмсинская волость        | с. Сюмси              | 61            | 8696      |
| 23    | Уватуклинская волость     | с. Ува-Тукля          | 66            | 9754      |
| 24    | Узинская волость          | с. Узинское           | 72            | 10 203    |
| 25    | Усадская волость          | с. Усад               | 23            | 11 884    |
| 26    | Цыпьинская волость        | с. Ципья              | 25            | 10 018    |
| 27    | Шудинская волость         | д. Шуда               | 24            | 8437      |
| 28    | Янгуловская волость       | д. Янгулово           | 9             | 7175      |

В 1913 году вместо Усадской образована Вятско-Полянская волость (центр — с. Вятские Поляны), образованы Нослинская волость (центр — д. Шишинер) и Сям-Можгинская волость (центр — с. Сям-Можга).
По переписи 1926 года в состав уезда входило 7 волостей и 1 город:
| № п/п | Волость                  | Центр                     | Число сельсоветов | Число НП | Население |
| ----- | ------------------------ | ------------------------- | ----------------- | -------- | --------- |
| 1     | Волипельгинская волость  | с. Волипельга             | 11                | 88       | 13 648    |
| 2     | Вятско-Полянская волость | с. Вятские Поляны         | 19                | 98       | 33 961    |
| 3     | Кильмезская волость      | с. Кильмезь               | 29                | 210      | 38 621    |
| 4     | Малмыжская волость       | г. Малмыж                 | 25                | 178      | 39 270    |
| —     | в том числе              | город Малмыж              | —                 | —        | 4716      |
| —     | в том числе              | Пахотно-Ильинская слобода | —                 | —        | 948       |
| 5     | Мало-Рожкинская волость  | с. Рожки                  | 15                | 114      | 24 224    |
| 6     | Старо-Трыкская волость   | с. Кизнер                 | 14                | 93       | 17 380    |
| 7     | Сюмсинская волость       | с. Сюмси                  | 16                | 98       | 19 274    |

## Председатели уисполкома
С 1918 по 1929 годы в Малмыжском уисполкоме председательствовали:
| Ф. И. О.                                    | Время замещения должности |
| ------------------------------------------- | ------------------------- |
| Шатунов Аврамий Архипович                   | январь – ноябрь 1918      |
| Солуянов Максим Якимович                    | ноябрь 1918 – март 1921   |
| Чайников Александр Николаевич               | март – июль 1921          |
| Россомахин Василий Федорович                | июль 1921 – июль1922      |
| Михеев Дмитрий Петрович                     | август 1922 – август 1924 |
| Папырин Сергей Максимович                   | август 1924 – март 1928   |
| Мальцев Сергей Иванович — партийный деятель | март 1928 – май 1929      |
| Наймушин Григорий Иванович                  | июнь – август 1929        |